# 衣笠山 (京都府)
衣笠山（きぬがさやま）は、京都市北区と右京区との境にある山。標高201m。
第59代宇多天皇が、真夏に雪景色が見たいと衣笠山に白絹をかけた故事から、別名「きぬかけ山」と呼ばれている。
周囲には、鹿苑寺（金閣寺）、仁和寺、龍安寺、等持院、真如寺などの名刹に加え、堂本印象美術館や立命館大学などといった文化・教育施設があり、多くの観光客で賑わう。